# Maurus Carnot

Carnot als Student

Maurus (Johannes) Carnot (* 26. Januar 1865 in Samnaun; † 2. Januar 1935 in Ilanz) war ein Schweizer Ordensgeistlicher, Dichter und Lehrer.

## Leben
Seine Eltern waren der Bauer Vinzenz und seine Frau Pauline. Am 27. Januar wurde der Junge auf den Namen Johannes getauft; Maurus war sein Klostername.
Wegen schwacher Gesundheit konnte er die Gemeindeschule nicht regelmässig besuchen und wurde von seinem Onkel Heinrich privat unterrichtet. Auf Anraten des Pfarrers Büchel aus dem Samnauner Nachbardorf Compatsch trat Johannes in das Kollegium Maria Hilf in Schwyz ein. Nach fünf Jahren verliess er das Kollegium und studierte an der Universität Innsbruck Philosophie und Theologie. Als Student war er Korrespondent für das Bündner Tagblatt.

Mutter mit dem kleinen Johannes

Nach dem Studium trat Johannes am 4. November 1885 in das Kloster Disentis ein, wo er am 23. Juni 1888 die Feierliche Profess ablegte. Am 8. Juli 1888 wurde er von Bischof Franz Konstantin Rampa zum Priester geweiht.
Bekannt wurde Pater Maurus Carnot im In- und Ausland vor allem wegen seiner Predigten, die er in Deutsch und Rätoromanisch hielt. Wiederholt wurde er in die deutschsprachige Schweiz eingeladen, um dort zu predigen.
In der Klosterschule Disentis unterrichtete Pater Maurus Latein und Griechisch sowie Deutsch und Geschichte. Er gründete und leitete die deutsche Studentenakademie. 1920 übernahm er zusätzlich die Leitung einer neu gegründeten romanischen Akademie.
Ende 1934 wurde er wegen  einer Blinddarmentzündung ins Spital Ilanz gebracht und operiert. Pater Maurus Carnot starb am 2. Januar 1935 im Spital von Ilanz im Alter von fast 70 Jahren.

## Carnot als Schriftsteller

Titelbild von «Sigisbert im rätischen Tale»

Maurus Carnot schrieb Dramen, Erzählungen und Gedichte. Seine ersten Dramen «Plazidus», «Armas e Larmas» und «Friedensengel» erschienen vor der Jahrhundertwende. 1902 wurde "Feurige Kohlen" aufgeführt, das zu seinem bekanntesten Werk wurde. Es wurde an der Wiener Hofburg gespielt und ins Englische und Polnische übersetzt.
Sein letztes Bühnenwerk war «Die Passion». Die Uraufführung vom 5. März 1933 dauerte rund vier Stunden. Für eine Freilichtaufführung in Domat/Ems im Jahr 1979 wurde der Text gekürzt und adaptiert. Das Stück wurde 1989 in Ems aufgeführt.
Carnots zahlreiche historische Erzählungen und Novellen spielen alle im Kanton Graubünden. Zuerst veröffentlicht wurden «Bündnerblut» und «Steinbock und Adler», später erschien «Graben und Gruben», rätoromanisch «Monas e Minas» und 1919 die bekannte Novellentrilogie «Wo die Bündnertannen rauschen». Im Auftrag des konservativen Bündner Politikers Caspar Decurtins schrieb Pater Maurus die deutsche Erzählung «Sigisbert im rätischen Tale», die die Gründung des Klosters Disentis nacherzählt. Die Geschichte ersetzte das bisher vorgeschriebene Lehrwerk «Robinson», das Decurtins für «zu seicht» hielt. 1899 erschien die rätoromanische Version «Sigisbert en Rezia».
Zusätzlich erschienen fast alljährlich Carnots «Kalendergeschichten». Als letztes Prosawerk erschien 1930 die Novelle «Die Geschichte des Jörg Jenatsch».
Carnots lyrische Werke behandeln heimatliche Stoffe wie sein Elternhaus, das Kloster, die Natur, Tiere, Pflanzen oder historische Gestalten. Manche Gedichte wurden in Zeitschriften und Zeitungen veröffentlicht. 1914 erschien ein Gedichtband, der damals als die bedeutendste Erscheinung des Jahres im literarischen Leben der Schweiz bewertet wurde. 1920 erschien das etwas umgestaltete Werk in neuer Auflage.

## Carnot und die Habsburger

Kaiser Karl, mit Gemahlin Zita, hinten in der Mitte Maurus Carnot

Als der junge Kronprinz Otto von Habsburg seine erste Kommunion feierte, schrieb Pater Maurus ein Gedicht und schickte es der kaiserlichen Familie nach Wien. Als im März 1919 Kaiser Karl in die Schweiz ins Exil ausreisen musste, besuchte ihn Pater Maurus. Er schrieb dazu: «Als Nicht-Österreicher war ich eine lange und traurige Zeit hindurch der Einzige, der den von allen bösen Geistern verfolgten und verleumdeten Kaiser mit dem Schwert der Feder in meinem Büchlein ‹Grün im Tirol› verteidigen konnte.» 1922 erschienen Carnots Briefe «Hammerschläge an Tür und Turm bei Kaiser Karls von Oesterreich Gang zum Grabe». Bis zu seinem Tod blieb Pater Maurus mit der kaiserlichen Familie verbunden.

## Stiftung
Am 8. Oktober 1986 wurde in Chur die Pater Maurus Carnot Stiftung gegründet. Ihr Ziel ist in erster Linie die Sammlung und Erhaltung aller Bücher, Handschriften und Dokumente von und über Pater Maurus Carnot sowie die Förderung der kulturellen und wissenschaftlichen Tätigkeiten über Samnaun.

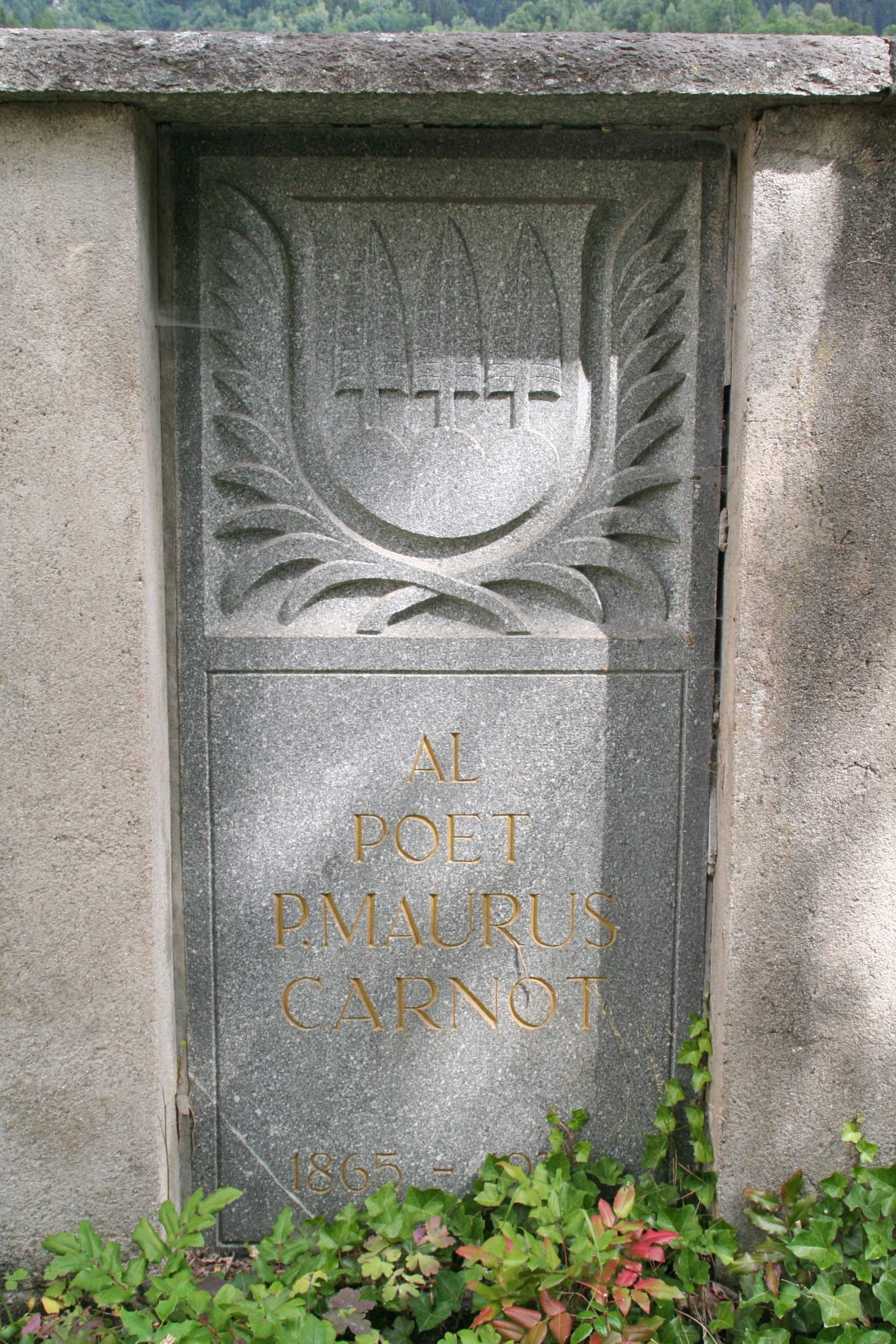
Gedenkstein im Ehrenhof von Trun
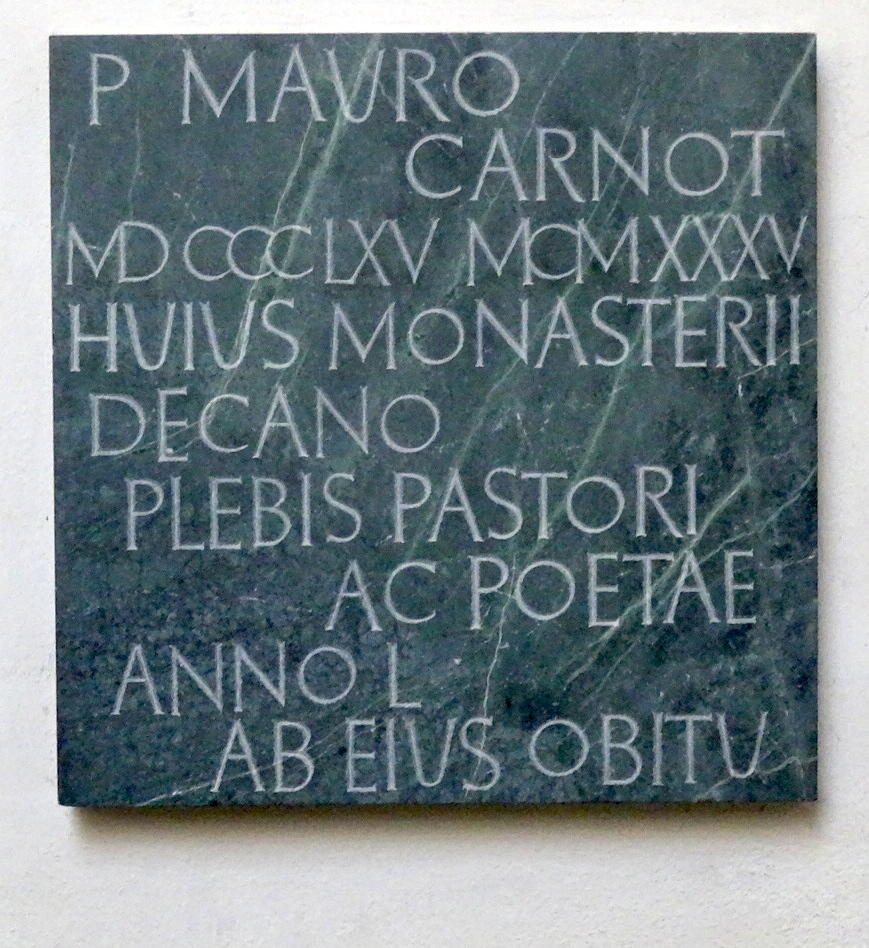
Gedenktafel im Kloster Disentis